# История Мавритании

## Древнейшая история
Территория современной Мавритании была заселена с эпохи раннего палеолита, о чём свидетельствуют находки каменных орудий и наскальных росписей. Древнейшим населением были негроидные народы, которые вели оседлый образ жизни вдоль берегов рек и озёр, занимались охотой, рыболовством и скотоводством. В I тыс. до н. э. на территорию Мавритании с севера начали проникать светлокожие древнеберберские народы, занимавшиеся преимущественно кочевым скотоводством. В нач. I тыс. н. э. территории современной Мавритании достигали экспедиции римлян. Античные источники упоминают о населявших эти земли племенах перорсов и фарузиев. Между народами древней Мавритании и римскими владениями в Африке установились торговые связи. Около III—IV веков происходила крупная миграция берберских племён с севера на территорию Мавритании. Они постепенно оттесняли негроидные племена к югу. С берберами связывается процесс одомашнивания верблюдов и установления караванной торговли в Западной Африке.

## Средневековая история Мавритании до арабского завоевания
Новая волна переселения берберов в Мавританию пришлась на VII—VIII века и была связана с арабским завоеванием Северной Африки. Продвижение берберских племён к югу было остановлено древней державой Гана, столица которой Кумби-Сале находилась на территории современной восточной Мавритании (область Худ-аш-Шарки).
В IV — середине XI веков южная часть территории (30 %) Мавритании входила в состав средневековых государств Западной Африки (Гана, Текрур и др.);
В XIII—XIV веках южная часть территории современной Мавритании (долина реки Сенегал) оказалась под властью средневековой державы Мали.
В VIII веке началось распространение в Мавритании ислама. Через территорию Мавритании проходили караванные торговые пути, возникли города. Крупным торговым центром был город Аудагост. К IX веку преобладающее положение среди берберов заняло племя лемтуна. В областях Адрар и Худ-аш-Шарки племена лемтуна, мессуфа, джодала и другие образовали конфедерацию санхаджа, столицей которой стал Аудагост. В IX—XI веках города Мавритании (Аудагост, Тишит, Уалата, Уадан) стали крупными центрами транссахарской торговли. Расширились связи со странами Магриба на севере и государствами Западного Судана на юге. К XI веку завершилось утверждение ислама в Мавритании как господствующей религии. В начале XI века конфедерация санхаджа распалась. В середине XI века территория Мавритании стала одним из центров формирования державы Альморавидов, покорившей страны Магриба и мусульманскую Испанию на севере. Альморавиды в 1076 разгромили государство Гана, взяв под свой контроль торговые пути в регионе. После падения Альморавидов в середине XII века племена Мавритании стали фактически независимыми. В XIII веке главным городом Мавритании стал Шингетти в северной части страны, бывший одним из крупнейших центров культуры, образования, ремесла, торговли, а также важнейшим религиозным центром региона.
Мавритания в Средневековье стала известна как один из главных районов распространения ислама в Магрибе. Особым влиянием в Мавритании пользовались дервишские ордены; в XVI веке важную роль в их распространении сыграл шейх Сиди Ахмед Беккаи. К XIX веку наибольшим влиянием пользовались ордена Тиджания, Кадирия; в конце XIX — середине XX веков — Хамалия и Фадилия.

## История Мавритании от арабского завоевания до колониальной эпохи
В XIV веке с севера на юг началось продвижение по территории современной Мавритании арабских племён бани хасан, входивших в конфедерацию макиль. В течение XV—XVII веков они постепенно расселялись и подчиняли себе берберов на севере и в центре современной Мавритании и негроидные племена на юге.
В XV—XVI веках попытки установить своё влияние в Мавритании предпринимали правители Марокко, но им не удавалось надолго закрепиться. В начале XV века началось проникновения в Мавританию европейцев: португальцев, голландцев, французов и др. Они вели торговлю с местными племенами; главными объектами торговли была мавританская камедь (гуммиарабик), а также рабы. Проникновение французов усилилось после основания ими в 1659 в устье реки Сенегал форта Сен-Луи.
Сопротивление берберских племён арабам возглавил имам лемтуна Насир ад-Дин, создавший в середине XVII века в долине реки Сенегал теократическое государство. Арабо-берберское противостояние длилось 30 лет (1644-74; война Шарр Бабба) и завершилось установлением арабского господства на всей территории страны. Во 2-й половине XVII века на территории М. сформировались эмираты Трарза и Бракна. В середине XVIII века в центральной Мавритании возникли эмираты Адрар и Тагант. Из них Трарза, Бракна и Адрар были арабскими (хасанскими) эмиратами. Господствующим слоем в них были хасаны — воинское сословие арабских завоевателей. Подчинённое положение занимали берберы — марабуты. Они стояли на более высоком культурном уровне, чем арабские племена, в их ведении находились главным образом религиозные функции. Ниже находились группы ремесленников, земледельцев, рыбаков и др. Низшую социальную ступень занимали харатины — чернокожие рабы (или вольноотпущенники). Все сословия должны были нести повинности и платить многочисленные налоги. Эмир являлся главным образом военным предводителем и первое время не имел постоянной резиденции, кочуя со своим военным лагерем (махзеном). Главным занятием и источником доходов хасанов были грабительские военные походы на народы долины реки Сенегал. Единственным берберским (марабутским) эмиратом оставался Тагант. В XVIII веке борьбу за гегемонию в регионе вели эмираты Бракна и Трарза. Во 2-й половине XVIII века эмиры Трарзы совершали регулярные походы на юг против государств долины реки Сенегал: Вало, Джолоф и Кайор. Войны приносили хасанам добычу в виде рабов, что сделало Трарзу крупным центром работорговли. Эмираты вели торговлю с французами. В 1850-е годы в результате ряда войн французы вынудили эмираты заключить невыгодные договоры, приведшие к закреплению французского влияния в регионе. Сопротивление колонизаторам в конце XIX — начале XX веков организовывали суфийские братства, провозглашавшие священную войну (джихад). На рубеже XIX—XX веков священную борьбу против французов многих племён западносахарского региона возглавлял шейх Ма аль-Айнин.

## Колониальный период
В 1901-04 в результате миссии французского колониального деятеля Ксавье Копполани, заручившегося поддержкой авторитетных духовных лидеров страны, Франция объявила Мавританию своим протекторатом. К 1912 г. территория Мавритании полностью контролировалась французами. Колониальная система лишила хасанов их привилегий, а эмиры стали обладать лишь номинальной властью. 
В 1920 году Мавритания стала колонией Франции; в составе Французской Западной Африки. Она управлялась генерал-губернатором, назначавшимся французским правительством и обладавшим всей полнотой власти в стране. Французская администрация пользовалась поддержкой со стороны духовных лидеров страны — марабутов, шейхов. Попытки правителей Мавритании освободиться от власти Франции не вызвали поддержки у населения страны и привели в 1932—1934 к ликвидации эмиратов Адрар и Бракна.
С 1946 Мавритания стала «заморской территорией» Франции, проведены первые выборы, созвана Территориальная ассамблея.
После Второй мировой войны 1939-45 в Мавритании начали появляться национальные политические силы. В 1946 создана партия Мавританское согласие, выступавшая за объединение с Марокко, в 1947 — партия Мавританский прогрессивный союз (МПС) во главе с Дадда, придерживавшаяся профранцузской ориентации. В связи с обретением Марокко независимости в 1956 усилилось антиколониальное движение в Мавритании, произошли волнения. Французские власти учредили в Мавритании Правительственный совет, избираемый Территориальной ассамблеей. Введено всеобщее избирательное право. На выборах в 1956 победу одержал МПС. В 1957 правительство Мавритании возглавил Дадда, столицей страны стал Нуакшот. Дадда, опиравшийся на поддержку Франции старался добиться разрешения этнических противоречий в стране и достижения национального единства. 28.9.1958 страна получила статус автономной Исламской Республики Мавритания в рамках Французского сообщества.

## После провозглашения независимости
28 ноября 1960 была провозглашена независимость Мавритании.
В 1978 г. власть в стране перешла в руки военного комитета национального возрождения (ВКНВ), который возглавил Мустафа ульд Мухаммед Салех. Действие конституции было приостановлено, распущено правительство, парламент, общественные организации.
С 1991 г. принимались меры по либерализации общественно-политической жизни. В 1991 была принята новая конституция, предусматривающая введение многопартийной системы. Нестабильное политическое управление в результате происходящих военных переворотов (в декабре 1984, и несколько неудачных попыток переворотов на протяжении 2002—2004 годов). Предпоследний военный переворот, в результате которого к власти пришел «Военный совет во имя справедливости и демократии», произошел 5 августа 2005 года.
В 2006 году принята Конституция Мавритании, согласно которой Президентом может быть лицо не моложе 35 и не старше 75 лет.
6 августа 2008 года в Мавритании произошёл военный переворот, в результате которого арестованы президент Сиди Мухаммед ульд Шейх Абдуллахи, премьер-министр Яхъя Вагф и глава МВД. Во главе нового госсовета встал бывший начальник президентской гвардии генерал Абдель Азиз. Правительство с 14 августа 2008 возглавлял Мулайе ульд Мухаммед Лагдаф.
Абдель Азиз, придя к власти, начал осуществлять постепенный переход в сторону гражданской формы правления и формального внедрения некоторых демократических институтов. 18 июля 2009 года были проведены президентские выборы на альтернативной основе, в присутствии 250 международных наблюдателей. Абдель Азиз получил 52,6 % голосов избирателей. Два других кандидата — спикер парламента Мессауд ульд Булкеир (получивший 16,3 %) и Ахмед ульд Дакка (13,7 %) обвинили Абдель Азиза в политическом мошенничестве. Выборы прошли при явке 62 % избирателей.
Начавшаяся в 2011 Арабская весна затронула и Мавританию, где в 2011—2012 годах происходили отдельные выступления против правящего режима, но они были подавлены властями.
Вслед за этим в Северной Африке в зоне Сахеля значительно выросла активность исламистских террористических организаций, угрожающая стабильности и безопасности всех стран региона. Для противодействия распространению терроризма в 2014 году Мавритания вместе с Буркина-Фасо, Мали, Нигером и Чадом образовали «Группу пяти» зоны Сахеля (G5 Sahel), ответственностью которой стали координация и региональное сотрудничество в сфере обеспечения безопасности и развития.
В конце 2013 года состоялись парламентские выборы, на которых созданный в 2009 году Абдель Азизом «Союз за республику» добился победы, получив вместе с союзными партиями большинство в парламенте.
21 июня 2014 года состоялись президентские выборы, на которых Абдель Азиз в первом туре получил около 82 % голов избирателей. Оппозиция не признавала честность выборов, организовала протестные выступления, которые были разогнаны властями. В августе 2014 года было сформировано новое правительство во главе с Яхьей ульд Хадемином.
5 августа 2017 года по инициативе президента в Мавритании был проведён референдум, который предусматривал внесение ряда поправок в конституцию страны. Предлагалось реформировать структуру законодательных и судебных органов власти, ликвидировав верхнюю палату парламента, изменить национальные гимн и флаг. Ряд политических сил в стране негативно отнёсся к инициативе президента, Сенат ранее отклонил эти поправки; оппозиция призвала к бойкоту референдума. В референдуме приняло участие 54 % избирателей, 86 % проголосовали за изменения.
В сентябре 2018 года состоялись парламентские выборы, на которых пропрезидентский «Союз за республику» упрочил свои позиции, фактически став господствующей партией в стране. Было сформировано новое правительство, которое возглавил Мухаммед Салем ульд Бечир.
В 2019 году сильная засуха в южных и восточных частях страны привела к серьёзному продовольственному кризису.
В октябре 2018 года Абдель Азиз назначил своего близкого соратника Мухаммеда ульд аш-Шейх аль-Газуани министром обороны Мавритании, с тем чтобы в будущем тот заменил его на посту президента. 22 июня 2019 года на выборах Газуани получил 52% голосов избирателей в 1-м туре.